# Konongo-Odumasi

Konongo-Odumasi är en stad i södra Ghana. Den är huvudort för distriktet Asante Akim Central. Den består av grannsamhällena Konongo (30 951 invånare 2010) och Odumasi (11 548 invånare 2010), vilka ligger under gemensam administration som Konongo-Odumasi Urban Council. Tillsammans hade de 42 499 invånare vid folkräkningen 2010. Guldbrytning sker nära staden. Sulley Muntari, landslagsspelare i fotboll, kommer från Konongo.